# Partit de Turkmeneli
El Partit de Turkmeneli (Partit de la Terra dels Turcmans) és una organització política dels turcmans de l'Iraq. Es va fundar al començament del 1994 pel polític turcman xiïta Ahmad Kawnach de Tal Afar (Telafer). Des de 1995 formà part del Front Turcman Iraquià del que es va separar el 2008. La seva revista es diu "Türkmen" i apareix des del 15 de gener del 1994. Aprofitant que Kawnach estava a Xipre i no se li va permetre tornar a Turquia, va ser enderrocat de la direcció per Riad Sari Kahia. Actualment el partit és dirigit per Ryath Jamal.